# Novohorus obscurus
Espèce
Synonymes
- Olpium obscurum Banks, 1893

Novohorus obscurus est une espèce de pseudoscorpions de la famille des Olpiidae.

## Distribution
Cette espèce est endémique de Floride aux États-Unis. Elle se rencontre à Porto Rico sur Isla Mona et en Jamaïque.

## Description
L'holotype mesure 2 mm.

## Systématique et taxinomie
Cette espèce a été décrite sous le protonyme Olpium obscurum par Banks en 1893. Elle est placée, avec interrogation, dans le genre Pachyolpium par Beier en 1932 puis dans le genre Novohorus par Muchmore en 1971.

## Publication originale
- Banks, 1893 : New Chernetidae from the United States. Canadian Entomologist, vol. 25, p. 64-67 (texte intégral).